# 氮氧化物
氮氧化物（NOx）指的是只由氮、氧两种元素组成的化合物。常见的氮氧化物：
- 一氧化氮（NO）
- 二氧化氮（NO2）
- 一氧化二氮（N2O）
- 叠氮化亚硝酰（N4O）
- 三氧化氮自由基（NO3）
- 三氧化二氮（N2O3）
- 四氧化二氮（N2O4）
- 五氧化二氮（N2O5）
- 三硝基胺（N(NO2)3)

其中除五氧化二氮常态下呈固体外，其他氮氧化物常态下都呈气态。作为空气污染物的氮氧化物（NOx）常指NO和NO2。

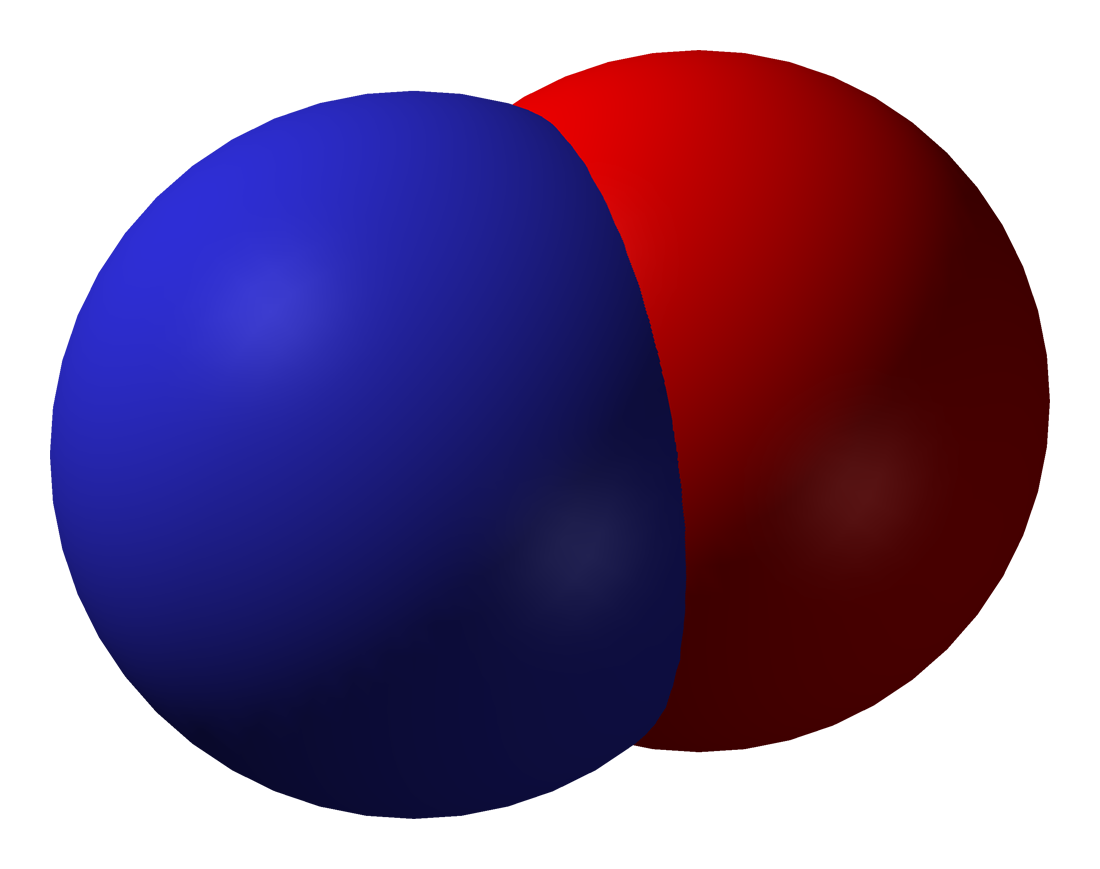
一氧化氮, NO
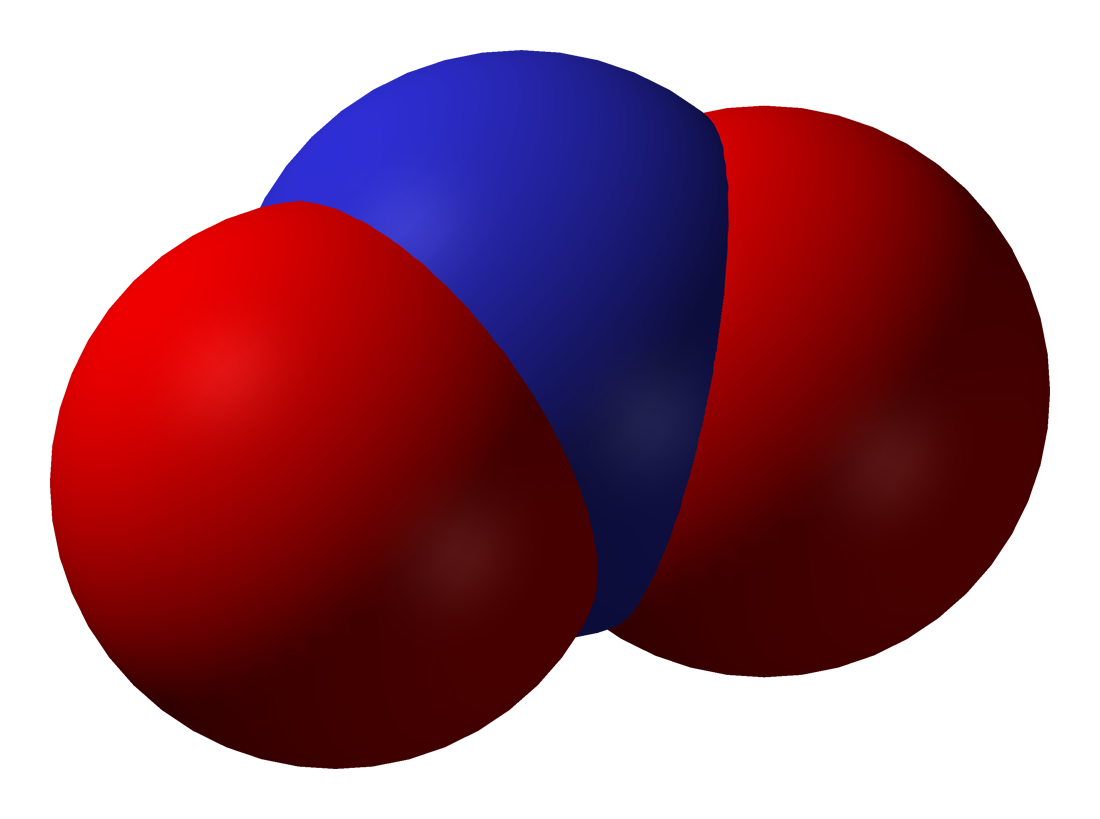
二氧化氮, NO2
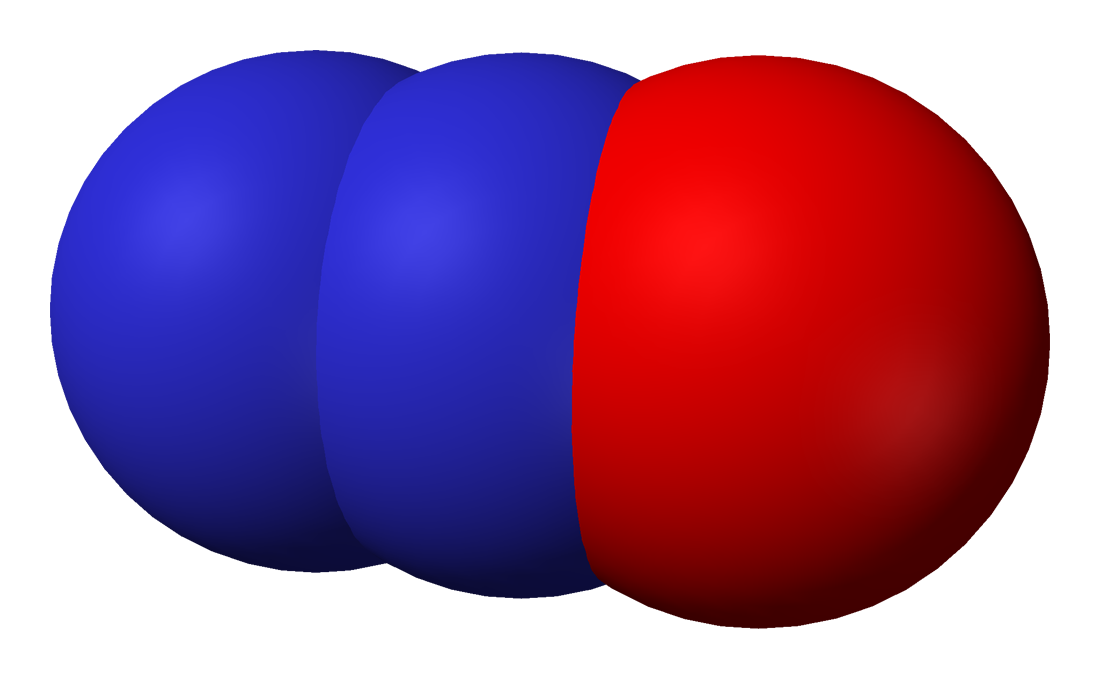
一氧化二氮, N2O
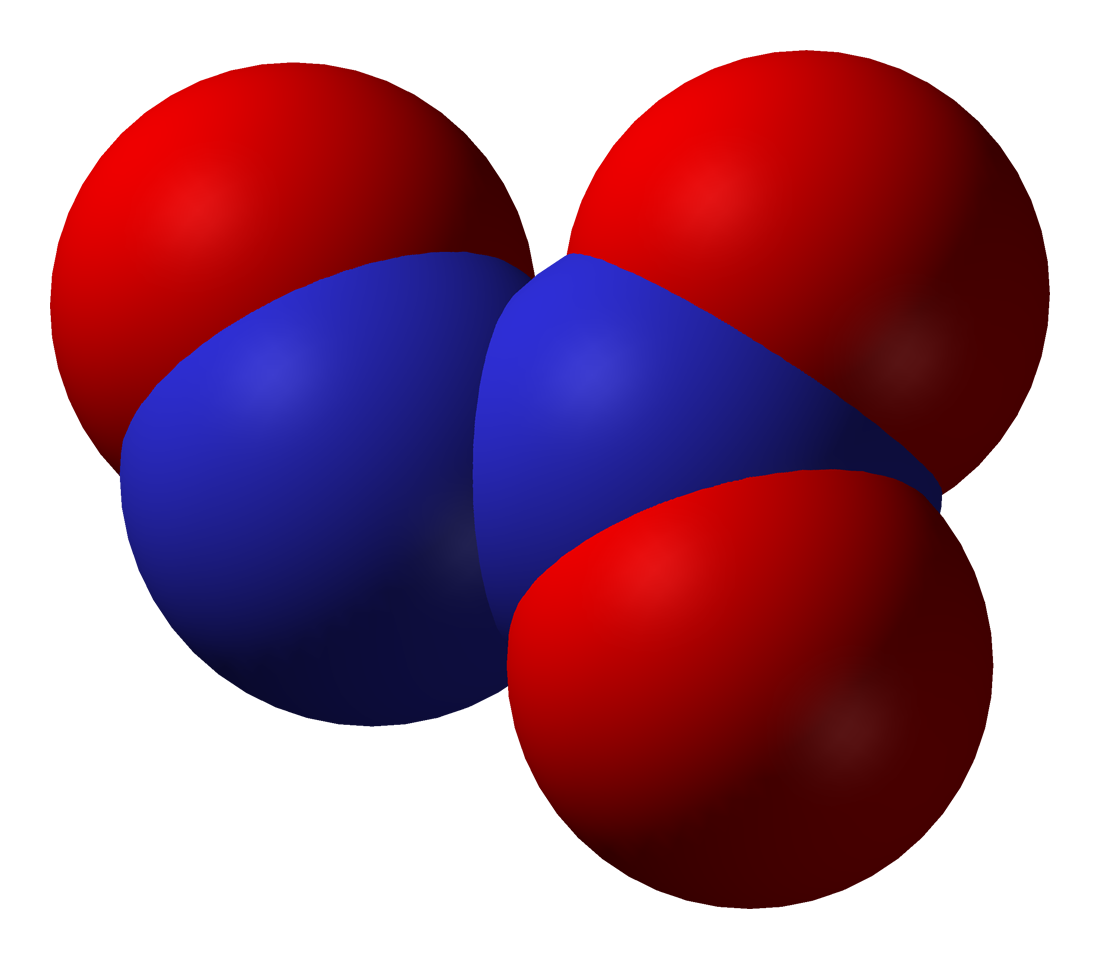
三氧化二氮, N2O3
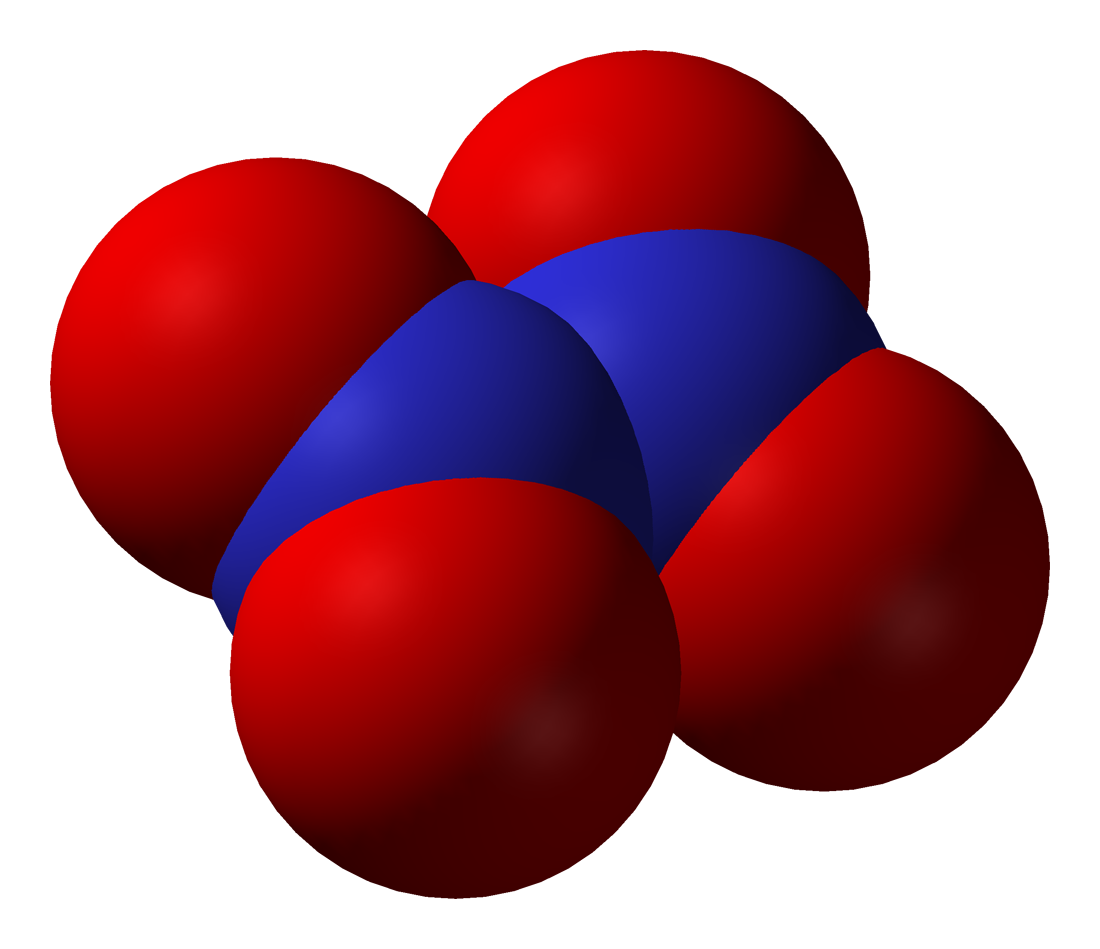
四氧化二氮, N2O4
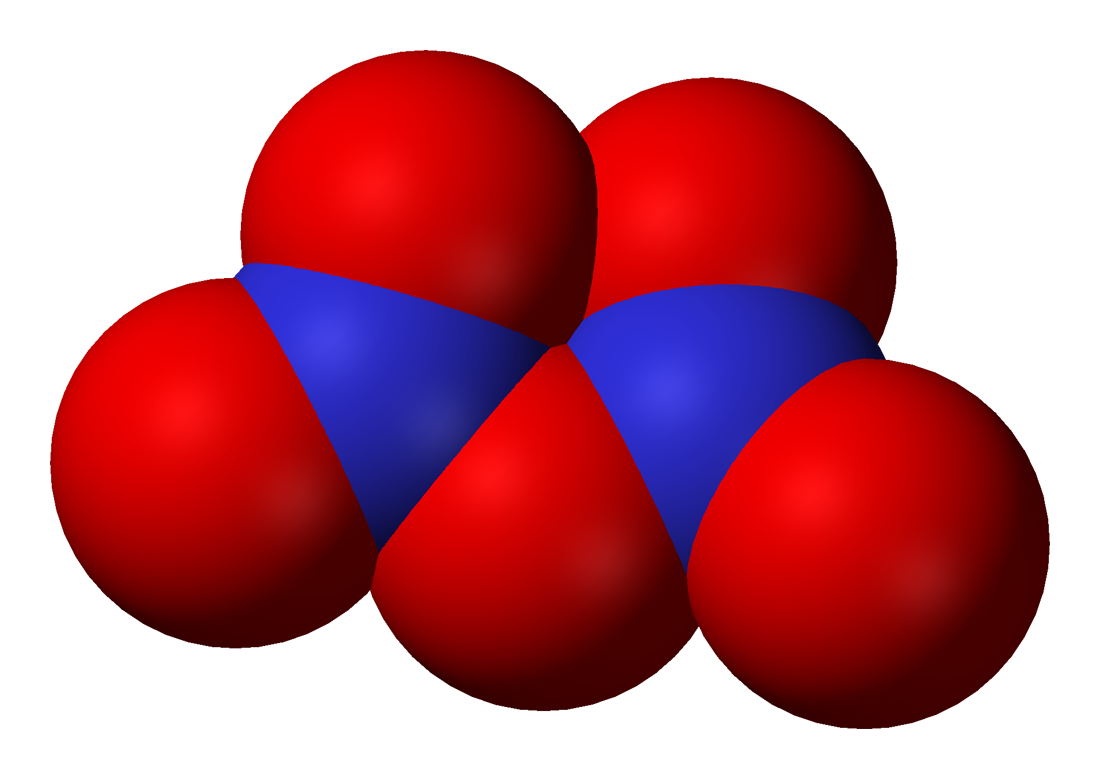
五氧化二氮, N2O5

## 化学性质
氮氧化物都为非可燃物，不过都可以助燃。因此一氧化二氮、二氧化氮和五氧化二氮等遇高温或可燃性物质能引起爆炸。氮氧化物中有许多是酸酐，遇水可生成硝酸、亚硝酸等酸类。
此外许多氮氧化物有毒，且多为神经毒气。純的一氧化二氮無毒性。有神經毒性的係不純的一氧化二氮含有其他的氮氧化物，如二氧化氮：對人體神經危害，會破壞人體之中樞神經，長期吸入會引起腦性麻痺，手腳萎縮等危害。大量吸入時會引起中樞神經麻痺，記憶喪失，四肢癱瘓，甚至死亡等病變。一氧化氮尚可与血红蛋白结合引起高铁血红蛋白血症。